# هارولد هوبكنز
هارولد هوراس هوبكنز (بالإنجليزية: Harold Hopkins )‏ (ولد 6 ديسمبر 1918 - توفي 22 أكتوبر 1994) الحاصل على زمالة الجمعية الملكية فيزيائي بريطاني، هو فيزيائي من المملكة المتحدة. ولد في لستر. وكان عضواً في الجمعية الملكية .
توفي في ريدنغ، عن عمر يناهز 76 عاماً.
تُعد نظريته الموجية في الانحرافات (التي نشرتها دار نشر جامعة أوكسفورد 1950)، هي محور كل التصميم البصري الحديث وتوفر التحليل الرياضي الذي يتيح استخدام أجهزة الكمبيوتر لإنشاء مجموعة كبيرة من العدسات عالية الجودة المتوفرة اليوم. بالإضافة إلى عمله النظري، فإن العديد من اختراعاته تُستَخدم يوميًا في جميع أنحاء العالم. وتشمل هذه العدسات (عدسات التكبير/التصغير)، والألياف البصرية المتماسكة، وفي الآونة الأخيرة مناظير العدسات الأسطوانية التي «فتحت المجال» للجراحة التنظيرية الحديثة. حصل على العديد من الجوائز المرموقة في العالم ورُشّحَ مرتين لجائزة نوبل. نُوّه في استلامه لوسام رمفورد من الجمعية الملكية في عام 1984بـ: «تقديراً لإسهاماته العديدة في نظرية وتصميم الأجهزة البصرية، خاصةً المجموعة الواسعة من الأدوات الطبية الجديدة المهمة التي ساهمت بشكل كبير في التشخيص السريري والجراحة».

## السيرة الذاتية
وُلد لعائلة فقيرة في الأحياء الفقيرة في لستر عام 1918 واعتُرف بعقله الاستثنائي في وقت مُبكر. بسبب عبقريته وحسن حظه في الحصول على الدعم من كل من أسرته ومعلميه، حصل على واحدة من اثنتين فقط من المنح الدراسية، في كامل مقاطعة لسترشير، ما مكَّنه من الذهاب إلى مدرسة غيتواي للقواعد. برع هناك، خاصةً في الفنون واللغة الإنجليزية والتاريخ واللغات الأخرى. ومع ذلك، فإن مدير المدرسة، الذي أدرك موهبته الاستثنائية في الرياضيات، وجهه إلى العلوم.
لذلك درس الفيزياء والرياضيات في جامعة كوليدج، لستر، وتخرج في عام 1939 باعتباره الأول، ثم بدأ الدكتوراه في الفيزياء النووية. لكن هذا أُلغِي عند اندلاع الحرب، وبدلًا من ذلك ذهب للعمل في شركة تايلور وهوبسون حيث بدأ العمل في التصميم البصري.
لسببٍ ما، لم يُمنح المركز المحجوز له، ما أدى إلى استدعائه وتدريبه لفترة وجيزة على تفجير الجسور. (كان من الواضح أن الوضع طبيعي، وسرعان ما ارتفع إلى درجة «أن يتصرف على أنه جندي أول غير مدفوع الأجر» والفوز بجائزة لسرعته في تفكيك وإعادة تجميع بندقيته). سرعان ما تبين الخطأ في هذه الوظيفة فكان يعمل على تصميم الأنظمة البصرية لبقية الحرب، وتمكن في الوقت نفسه من العمل على أطروحة للحصول على الدكتوراه، والتي حصل عليها في عام 1945.
بدأ الزمالة البحثية في كلية لندن الإمبراطورية في عام 1947، وألقى محاضرات في مجال البصريات. شهدت السنوات العشرون المقبلة ظهوره كواحد من أهم العلماء في مجال البصريات. بالإضافة إلى عمله الخاص، اجتذب عددًا كبيرًا من طلاب الدكتوراه من جميع أنحاء العالم، والذين أصبح العديد منهم من كبار الأكاديميين والباحثين. وكانت سمعته كمدرس لا يعلا عليها. عندما انتقل إلى جامعة ريدنغ في عام 1967 ليتولى المنصب الذي أُنشِئَ حديثًا في مجال البصريات، سافر العديد من طلاب الماجستير السابقين في الإمبراطورية إلى ريدنغ لحضور محاضراته. كان يعتقد دائمًا أن مسؤوليته الأساسية هي تعليمه وأن البحث جاء في المرتبة الثانية. ومع ذلك، فقد كان مقتنعًا تمامًا أن التدريس والبحث العلمي لهما أهمية فعَّالة لبعضهما البعض. «فقط عندما تحاول تعليم شيء ما، ستكتشف ما إذا كنت تفهمه حقًا أم لا».
استخدم الرياضيات بهذا المجال. كان تطوير الوصف الرياضي لسلوك الأنظمة البصرية هي محور عمل حياته في الفيزياء، حيث أنتج تطبيقه العديد من الاختراعات المشهورة على مستوى العالم. اختار البقاء في ريدنغ في منصب أستاذ البصريات الفيزيائية التطبيقية حتى تقاعده الرسمي في عام 1984، ورفض العديد من التعيينات العليا التي عُرضت عليه.
كان يعتقد أن استمرار عمله في مجال التعليم والبحث العلمي أكثر أهمية وأكثر جدوى على المستوى الشخصي. مع ذلك، فقد كان سعيدًا للغاية بمنحه الزمالة الفخرية من جميع الكليات الطبية الملكية في بريطانيا، إلى جانب أعلى الجوائز في العديد من الهيئات العلمية الرائدة في العالم بما في ذلك (في عام 1973) زمالة الجمعية الملكية بحد ذاتها.  حصل على وسام لستر 1990 لمساهماته في العلوم الجراحية. سُلم خطاب لستر المقابل، الذي قُدم في كلية الجراحين الملكية بإنجلترا، في 11 أبريل 1991، وكان بعنوان «تطوير المناظير الحديثة - الآفاق الحالية والمستقبلية».
كانت هذه الجائزة، عن عمله على المناظير، كانت مفاجأة لأنها تُقدَّم عادةً لشخص يعمل في مجال الطب. حصل على ميدالية فريدريك آيفس لعام 1978 من قِبل جمعية البصريات الأمريكية. وما هو أقل شهرة عن هارولد هوبكنز هو أنه كان أيضًا رجلًا ملتزمًا سياسيًا من اليسار، لكونه عضوًا سابقًا في الحزب الشيوعي في بريطانيا العظم. وهو قادم من خلفية فقيرة دون امتيازات، فَهِم مدى تكافؤ الفرص الأساسية والتعليم الجيد إذا كان شباب الطبقة العاملة العادية من أمثاله يزدهرون في المجتمع.

## الاختراعات الرئيسية والتحسينات

### العدسات المقربة
باتباع النهج في أواخر الأربعينيات من القرن الماضي من هيئة الإذاعة البريطانية (بي بي سي)، احتاج إلى عدسة واحدة لاستبدال «البرج» الكلاسيكي لعدسات البعد البؤري المختلفة، أنتج العدسة المقربة المألوفة الآن، على الرغم من أن المحاولات السابقة لإنتاج عدسة يمكن أن تحقق تكبيرًا متفاوتًا باستمرار دون إعادة ضبط البؤرة، لا يمكن لأي منها توفير صورة ذات جودة ممتازة عبر التكبير ونطاقات فتحة العدسة. تصميم عدسة التكبير/التصغير أكثر تعقيدًا وصعوبة بشكل كبير من البعد البؤري الثابت.
عدسة الزوم (التكبير/التصغير) هي التي أحدثت ثورة في الصور التلفزيونية، وخاصةً البث الخارجي، وفتحت الطريق أمام الاستخدام واسع النطاق للتكبير في الوسائط المرئية الحديثة، وكانت أكثر بروزًا لأنها أنتجت الحاسوب الأولي، وعمليات حساب تتبع الأشعة التي يجري تنفيذها على نطاق واسع من الأجهزة الميكانيكية والكهربائية المكتبية، مثل آلة حاسبة مارشانت، ومع ذلك، لا تزال عدسات التكبير المبكر أقل من العدسات الثابتة. غيرت برامج تصميم الكمبيوتر المعتمدة على نظريته الموجية في الانحرافات مع أنواع جديدة من الزجاج والطلاء وتقنيات التصنيع من أداء جميع أنواع العدسات. على الرغم من أن العدسات المقربة لا يمكنها أبداً أداء أبعاد بؤرية ثابتة، إلا أن الاختلافات لم تعد مهمة في معظم التطبيقات.

### بصريات الألياف المتماسكة، الألياف المجهرية ومنظار العدسات الأسطوانية

#### الألياف البصرية
عَرِف الرومان القدماء كيفية تسخين الزجاج واستخراجه إلى ألياف ذات قطر صغير لدرجة أنها تصبح مرنة. ولاحظوا أيضًا أن الضوء الساقط من أحد الطرفين كان ينتقل إلى الطرف الآخر. (نعلم الآن أن هذا يرجع إلى انعكاسات متعددة على السطح الداخلي للألياف). تعمل هذه الانعكاسات المتعددة، بشكلٍ ما، على مزج أشعة الضوء معًا وبالتالي منع إرسال الصورة بواسطة ليف واحد (بدقة أكبر، تعمل أطوال المسارات المختلفة التي تختبرها الأشعة الضوئية الفردية على تغيير أطوارها النسبية بحيث تجعل الشعاع غير متماسك وبالتالي غير قادر على إعادة تشكيل الصورة.) والنتيجة النهائية هي أن الضوء المنبعث من ليف واحد سيكون نوعًا ما من متوسط شدة ولون الضوء الذي يسقط على الطرف «الأمامي».

## جوائز
حصل على جوائز منها:
- ميدالية ليستر (1990)
- قلادة فريدريك آيفس (1978)
- الميدالية الذهبية لجمعية مهندسي الأجهزة الضوئية [الإنجليزية]‏
- زمالة الجمعية الملكية.